# Alocerus moeslacus
Alocerus moeslacus is een keversoort uit de familie boktorren (Cerambycidae). De wetenschappelijke naam van de soort is voor het eerst geldig gepubliceerd in 1838 door Frivaldszky.